# Bernardo, o Dano

Brasão de Armas da Casa dos Harcourt.

Bernardo, o Dano (880 — 955) foi visconde de Ruão. Bernardo era um chefe viquingue de origens dinamarquesas pôr-se ao serviço de outro chefe viquingue de origem norueguesa de nome Rollo, que se encontrava instalado próximo do rio Sena, antes de 911 e antes dos Tratado de Saint-Clair-sur-Epte que lhe deram o ducado da Normandia em 911. Bernardo converteu-se ao Cristianismo em Ruão em 912.

## Relações familiares
Foi filho de Bruno II de Harcourt, duque dos Saxões de Angrie e de Hasala de Sachsen (756 -?). casou com Sporte de Bourgogne de quem teve:
1. Torf de Pont-Audemer "O rico" (Normandia, Seine-Maritime, 913 -?), Senhor de Pont-Audemer, casado com Ertemberge Bertrand, senhora de Bricquebec.